# Soupisky mužstev na mistrovství světa ve fotbale 2018 (skupina C)
Toto je soupiska čtyř mužstev skupiny C na Mistrovství světa ve fotbale 2018.

## Francie
| Číslo                                       | Jméno                       | Stát / klub                   | Datum narození              | Foto                                        |
| Brankáři                                    | Brankáři                    | Brankáři                      | Brankáři                    | Brankáři                                    |
| ------------------------------------------- | --------------------------- | ----------------------------- | --------------------------- | ------------------------------------------- |
| 1                                           | Hugo Lloris –               | Tottenham Hotspur (Anglie)    | 26.12.1986                  | Archivováno 23. 6. 2018 na Wayback Machine. |
| 16                                          | Steve Mandanda              | Olympique Marseille (Francie) | 28.3.1985                   | Archivováno 23. 6. 2018 na Wayback Machine. |
| 23                                          | Alphonse Areola             | Paris St. Germain (Francie)   | 27.2.1993                   | Archivováno 22. 6. 2019 na Wayback Machine. |
| Obránci                                     |                             |                               |                             |                                             |
| 2                                           | Benjamin Pavard             | VfB Stuttgart (Německo)       | 28.3.1996                   | Archivováno 23. 6. 2018 na Wayback Machine. |
| 3                                           | Presnel Kimpembe            | Paris St. Germain (Franie)    | 13.8.1995                   | Archivováno 22. 6. 2018 na Wayback Machine. |
| 4                                           | Raphaël Varane              | Real Madrid (Španělsko)       | 25.4.1993                   | Archivováno 23. 6. 2018 na Wayback Machine. |
| 5                                           | Samuel Umtiti               | FC Barcelona (Španělsko)      | 14.11.1993                  | Archivováno 22. 6. 2018 na Wayback Machine. |
| 17                                          | Adil Rami                   | Olympique Marseille (Francie) | 27.12.1985                  | Archivováno 23. 6. 2018 na Wayback Machine. |
| 19                                          | Djibril Sidibé              | AS Monako FC (Monako)         | 29.7.1992                   | Archivováno 23. 6. 2018 na Wayback Machine. |
| 21                                          | Lucas Hernández             | Atlético Madrid (Španělsko)   | 14.2.1996                   | Archivováno 23. 6. 2018 na Wayback Machine. |
| 22                                          | Benjamin Mendy              | Manchester City FC (Anglie)   | 17.7.1994                   | Archivováno 23. 6. 2018 na Wayback Machine. |
| Záložníci                                   |                             |                               |                             |                                             |
| 6                                           | Paul Pogba                  | Manchester United FC (Anglie) | 15.3.1993                   | Archivováno 22. 6. 2018 na Wayback Machine. |
| 12                                          | Corentin Tolisso            | Bayern Mnichov (Německo)      | 3.8.1994                    | Archivováno 22. 6. 2019 na Wayback Machine. |
| 13                                          | N´Golo Kanté                | Chelsea FC (Anglie)           | 29.3.1991                   | Archivováno 22. 6. 2019 na Wayback Machine. |
| 14                                          | Blaise Matuidi              | Juventus Turín (Itálie)       | 9.4.1987                    | Archivováno 22. 6. 2018 na Wayback Machine. |
| 15                                          | Steven N´Zonzi              | FC Sevilla (Španělsko)        | 15.12.1988                  | Archivováno 23. 6. 2018 na Wayback Machine. |
| Útočníci                                    |                             |                               |                             |                                             |
| 7                                           | Antoine Griezmann           | Atlético Madrid (Španělsko)   | 21.3.1991                   | Archivováno 22. 6. 2018 na Wayback Machine. |
| 8                                           | Thomas Lemar                | AS Monako FC (Monako)         | 12.11.1995                  | Archivováno 22. 6. 2018 na Wayback Machine. |
| 9                                           | Olivier Giroud              | Chelsea FC (Anglie)           | 30.9.1986                   | Archivováno 22. 6. 2018 na Wayback Machine. |
| 10                                          | Kylian Mbappé               | Paris St. Germain (Francie)   | 20.12.1998                  | Archivováno 18. 2. 2019 na Wayback Machine. |
| 11                                          | Ousmane Dembélé             | FC Barcelona (Španělsko)      | 15.5.1997                   | Archivováno 22. 6. 2018 na Wayback Machine. |
| 18                                          | Nabil Fekir                 | Olympique Lyon (Francie)      | 18.7.1993                   | Archivováno 22. 6. 2019 na Wayback Machine. |
| 20                                          | Florian Thauvin             | Olympique Marseille (Francie) | 26.1.1993                   | Archivováno 22. 6. 2018 na Wayback Machine. |
| Hlavní trenér                               |                             |                               |                             |                                             |
| Didier Deschamps 15.10.1968                 | Didier Deschamps 15.10.1968 | Didier Deschamps 15.10.1968   | Didier Deschamps 15.10.1968 | Archivováno 23. 6. 2018 na Wayback Machine. |
| Soupiska na FIFA.com                        |                             |                               |                             |                                             |
| Archivováno 22. 6. 2019 na Wayback Machine. |                             |                               |                             |                                             |

## Austrálie
| Číslo                                       | Jméno                      | Stát / klub                             | Datum narození             | Foto                                        |
| Brankáři                                    | Brankáři                   | Brankáři                                | Brankáři                   | Brankáři                                    |
| ------------------------------------------- | -------------------------- | --------------------------------------- | -------------------------- | ------------------------------------------- |
| 1                                           | Mathew Ryan                | Brighton & Hove Albion FC (Anglie)      | 8.4.1992                   | Archivováno 22. 6. 2018 na Wayback Machine. |
| 12                                          | Brad Jones                 | Feyenoord Rotterdam (Nizozemsko)        | 19.3.1982                  | Archivováno 22. 6. 2018 na Wayback Machine. |
| 18                                          | Danny Vukovic              | KRC Genk (Belgie)                       | 27.3.1985                  | Archivováno 22. 6. 2018 na Wayback Machine. |
| Obránci                                     |                            |                                         |                            |                                             |
| 2                                           | Miloš Degenek              | Jokohama F. Marinos (Japonsko)          | 28.4.1994                  | Archivováno 22. 6. 2018 na Wayback Machine. |
| 3                                           | James Meredith             | Millwall FC (Anglie)                    | 4.4.1988                   | Archivováno 22. 6. 2018 na Wayback Machine. |
| 5                                           | Mark Milligan              | Al Ahli Džidda (Saúdská Arábie)         | 4.8.1985                   | Archivováno 23. 6. 2018 na Wayback Machine. |
| 6                                           | Matthew Jurman             | Suwon Blue Wings (Korea)                | 8.12.1989                  | Archivováno 23. 6. 2018 na Wayback Machine. |
| 16                                          | Aziz Behich                | Bursaspor (Turecko)                     | 16.12.1990                 | Archivováno 22. 6. 2018 na Wayback Machine. |
| 19                                          | Joshua Risdon              | Western Sydney Wanderers FC (Austrálie) | 27.7.1992                  | Archivováno 22. 6. 2018 na Wayback Machine. |
| 20                                          | Trent Sainsbury            | Grasshopper Club Zürich (Švýcarsko)     | 5.1.1992                   | Archivováno 22. 6. 2018 na Wayback Machine. |
| Záložníci                                   |                            |                                         |                            |                                             |
| 8                                           | Massimo Luongo             | Queens Park Rangers FC (Anglie)         | 25.9.1992                  | Archivováno 22. 6. 2018 na Wayback Machine. |
| 13                                          | Aaron Mooy                 | Huddersfield Town AFC (Anglie)          | 15.9.1990                  | Archivováno 22. 6. 2018 na Wayback Machine. |
| 15                                          | Mile Jedinak –             | Aston Villa FC (Anglie)                 | 3.8.1984                   | Archivováno 22. 6. 2018 na Wayback Machine. |
| 22                                          | Jackson Irvine             | Hull City AFC (Anglie)                  | 7.3.1993                   | Archivováno 23. 6. 2018 na Wayback Machine. |
| 23                                          | Tom Rogic                  | Celtic FC (Skotsko)                     | 16.12.1992                 | Archivováno 22. 6. 2018 na Wayback Machine. |
| Útočníci                                    |                            |                                         |                            |                                             |
| 4                                           | Tim Cahill                 | Millwall FC (Anglie)                    | 6.12.1979                  | Archivováno 22. 6. 2018 na Wayback Machine. |
| 7                                           | Mathew Leckie              | Hertha BSC (Německo)                    | 4.2.1991                   | Archivováno 22. 6. 2018 na Wayback Machine. |
| 9                                           | Tomi Juric                 | FC Luzern (Švýcarsko)                   | 22.7.1991                  | Archivováno 23. 6. 2018 na Wayback Machine. |
| 10                                          | Robbie Kruse               | VfL Bochum (Německo)                    | 5.10.1988                  | Archivováno 22. 6. 2018 na Wayback Machine. |
| 11                                          | Andrew Nabbout             | Urawa Red Diamonds (Japonsko)           | 17.12.1992                 | Archivováno 23. 6. 2018 na Wayback Machine. |
| 14                                          | Jamie Maclaren             | Hibernian FC (Skotsko)                  | 29.7.1993                  | Archivováno 23. 6. 2018 na Wayback Machine. |
| 17                                          | Daniel Arzani              | Melbourne City FC (Austrálie)           | 4.1.1999                   | Archivováno 22. 6. 2018 na Wayback Machine. |
| 21                                          | Dimitri Petratos           | Newcastle United Jets FC (Austrálie)    | 10.11.1992                 | Archivováno 23. 6. 2018 na Wayback Machine. |
| Hlavní trenér                               |                            |                                         |                            |                                             |
| Bert van Marwijk 19.5.1952                  | Bert van Marwijk 19.5.1952 | Bert van Marwijk 19.5.1952              | Bert van Marwijk 19.5.1952 | Archivováno 23. 6. 2018 na Wayback Machine. |
| Soupiska na FIFA.com                        |                            |                                         |                            |                                             |
| Archivováno 20. 6. 2018 na Wayback Machine. |                            |                                         |                            |                                             |

## Peru
| Číslo                                       | Jméno                    | Stát / klub                                  | Datum narození           | Foto                                        |
| Brankáři                                    | Brankáři                 | Brankáři                                     | Brankáři                 | Brankáři                                    |
| ------------------------------------------- | ------------------------ | -------------------------------------------- | ------------------------ | ------------------------------------------- |
| 1                                           | Pedro Gallese            | Club Deportivo Veracruz (Mexiko)             | 23.4.1990                | Archivováno 23. 6. 2018 na Wayback Machine. |
| 12                                          | Carlos Cáceda            | Club Centro Deportivo Municipal (Peru)       | 27.9.1991                | Archivováno 22. 6. 2018 na Wayback Machine. |
| 21                                          | José Carvallo            | Club Universidad Técnica de Cajamarca (Peru) | 1.3.1986                 | Archivováno 23. 6. 2018 na Wayback Machine. |
| Obránci                                     |                          |                                              |                          |                                             |
| 2                                           | Alberto Rodríguez        | Atlético Junior (Kolumbie)                   | 31.3.1984                | Archivováno 22. 6. 2018 na Wayback Machine. |
| 3                                           | Aldo Corzo               | Club Universitario de Deportes (Peru)        | 20.5.1989                | Archivováno 23. 6. 2018 na Wayback Machine. |
| 4                                           | Anderson Santamaría      | Club Puebla (Mexiko)                         | 10.1.1992                | Archivováno 22. 6. 2018 na Wayback Machine. |
| 5                                           | Miguel Araujo            | Alianza Lima (Peru)                          | 24.10.1994               | Archivováno 23. 6. 2018 na Wayback Machine. |
| 6                                           | Miguel Trauco            | CR Flamengo (Brazílie)                       | 25.8.1992                | Archivováno 23. 6. 2018 na Wayback Machine. |
| 15                                          | Christian Ramos          | Club Deportivo Veracruz (Mexiko)             | 4.11.1988                | Archivováno 23. 6. 2018 na Wayback Machine. |
| 17                                          | Luis Advíncula           | Lobos BUAP (Mexiko)                          | 2.3.1990                 | Archivováno 22. 6. 2018 na Wayback Machine. |
| 22                                          | Nilson Loyola            | FBC Melgar (Peru)                            | 26.10.1994               | Archivováno 22. 6. 2018 na Wayback Machine. |
| Záložníci                                   |                          |                                              |                          |                                             |
| 7                                           | Paolo Hurtado            | Vitória SC (Portugalsko)                     | 27.7.1990                | Archivováno 22. 6. 2018 na Wayback Machine. |
| 8                                           | Christian Cueva          | São Paulo FC (Brazílie)                      | 23.11.1991               | Archivováno 5. 8. 2019 na Wayback Machine.  |
| 13                                          | Renato Tapia             | Feyenoord Rotterdam (Nizozemsko)             | 28.7.1995                | Archivováno 23. 6. 2018 na Wayback Machine. |
| 14                                          | Andy Polo                | Portland Timbers (USA)                       | 29.9.1994                | Archivováno 23. 6. 2018 na Wayback Machine. |
| 16                                          | Wilder Cartagena         | Club Deportivo Veracruz (Mexiko)             | 23.9.1994                | Archivováno 22. 6. 2018 na Wayback Machine. |
| 19                                          | Yosimar Yotún            | Orlando City SC (USA)                        | 7.4.1990                 | Archivováno 22. 6. 2018 na Wayback Machine. |
| 23                                          | Pedro Aquino             | Lobos BUAP (Mexiko)                          | 13.4.1995                | Archivováno 23. 6. 2018 na Wayback Machine. |
| Útočníci                                    |                          |                                              |                          |                                             |
| 9                                           | Paolo Guerrero –         | CR Flamengo (Brazílie)                       | 1.1.1984                 | Archivováno 23. 6. 2018 na Wayback Machine. |
| 10                                          | Jefferson Farfán         | FK Lokomotiv Moskva (Rusko)                  | 26.10.1984               | Archivováno 22. 6. 2018 na Wayback Machine. |
| 11                                          | Raúl Ruidíaz             | Monarcas Morelia (Mexiko)                    | 25.7.1990                | Archivováno 23. 6. 2018 na Wayback Machine. |
| 18                                          | André Carrillo           | Watford FC (Anglie)                          | 14.6.1991                | Archivováno 22. 6. 2018 na Wayback Machine. |
| 20                                          | Edison Flores            | Aalborg Boldspilklub (Dánsko)                | 14.5.1994                | Archivováno 22. 6. 2018 na Wayback Machine. |
| Hlavní trenér                               |                          |                                              |                          |                                             |
| Ricardo Gareca 10.2.1958                    | Ricardo Gareca 10.2.1958 | Ricardo Gareca 10.2.1958                     | Ricardo Gareca 10.2.1958 | Archivováno 22. 6. 2018 na Wayback Machine. |
| Soupiska na FIFA.com                        |                          |                                              |                          |                                             |
| Archivováno 20. 6. 2018 na Wayback Machine. |                          |                                              |                          |                                             |

## Dánsko
| Číslo                                       | Jméno                  | Stát / klub                        | Datum narození         | Foto                                        |
| Brankáři                                    | Brankáři               | Brankáři                           | Brankáři               | Brankáři                                    |
| ------------------------------------------- | ---------------------- | ---------------------------------- | ---------------------- | ------------------------------------------- |
| 1                                           | Kasper Schmeichel      | Leicester City FC (Anglie)         | 5.11.1986              | Archivováno 23. 6. 2018 na Wayback Machine. |
| 16                                          | Jonas Lössl            | Huddersfield Town AFC (Anglie)     | 1.2.1989               | Archivováno 22. 6. 2018 na Wayback Machine. |
| 22                                          | Frederik Rønnow        | Bröndby Kodaň (Dánsko)             | 4.8.1992               | Archivováno 22. 6. 2018 na Wayback Machine. |
| Obránci                                     |                        |                                    |                        |                                             |
| 3                                           | Jannik Vestergaard     | Borussia Mönchengladbach (Německo) | 3.8.1992               | Archivováno 23. 6. 2018 na Wayback Machine. |
| 4                                           | Simon Kjær –           | Sevilla FC (Španělsko)             | 26.3.1989              | Archivováno 23. 6. 2018 na Wayback Machine. |
| 5                                           | Jonas Knudsen          | Ipswich Town FC (Anglie)           | 16.9.1992              | Archivováno 22. 6. 2018 na Wayback Machine. |
| 6                                           | Andreas Christensen    | Chelsea FC (Anglie)                | 10.4.1996              | Archivováno 23. 6. 2018 na Wayback Machine. |
| 13                                          | Mathias Jørgensen      | Huddersfield Town AFC (Anglie)     | 23.4.1990              | Archivováno 22. 6. 2018 na Wayback Machine. |
| 14                                          | Henrik Dalsgaard       | Brentford FC (Anglie)              | 27.7.1989              | Archivováno 23. 6. 2018 na Wayback Machine. |
| 17                                          | Jens Stryger Larsen    | Udinese Calcio (Itálie)            | 21.2.1991              | Archivováno 23. 6. 2018 na Wayback Machine. |
| Záložníci                                   |                        |                                    |                        |                                             |
| 2                                           | Michael Krohn-Dehli    | Deportivo de La Coruña (Španělsko) | 6.6.1983               | Archivováno 23. 6. 2018 na Wayback Machine. |
| 7                                           | William Kvist          | FC Kodaň (Dánsko)                  | 24.2.1985              | Archivováno 23. 6. 2018 na Wayback Machine. |
| 8                                           | Thomas Delaney         | Werder Brémy (Německo)             | 3.9.1991               | Archivováno 23. 6. 2018 na Wayback Machine. |
| 10                                          | Christian Eriksen      | Tottenham Hotspur FC (Anglie)      | 14.2.1992              | Archivováno 22. 6. 2018 na Wayback Machine. |
| 18                                          | Lukas Lerager          | FC Girondins de Bordeaux (Francie) | 12.7.1993              | Archivováno 22. 6. 2018 na Wayback Machine. |
| 19                                          | Lasse Schöne           | AFC Ajax (Nizozemsko)              | 27.5.1986              | Archivováno 25. 6. 2018 na Wayback Machine. |
| Útočníci                                    |                        |                                    |                        |                                             |
| 9                                           | Nicolai Jørgensen      | Feyenoord Rotterdam (Nizozemsko)   | 15.1.1991              | Archivováno 23. 6. 2018 na Wayback Machine. |
| 11                                          | Martin Braithwaite     | FC Girondins de Bordeaux (Francie) | 5.6.1991               | Archivováno 22. 6. 2018 na Wayback Machine. |
| 12                                          | Kasper Dolberg         | AFC Ajax (Nizozemsko)              | 6.10.1997              | Archivováno 23. 6. 2018 na Wayback Machine. |
| 15                                          | Viktor Fischer         | FC Kodaň (Dánsko)                  | 9.6.1994               | Archivováno 23. 6. 2018 na Wayback Machine. |
| 20                                          | Yussuf Poulsen         | RB Leipzig (Německo)               | 15.6.1994              | Archivováno 25. 6. 2018 na Wayback Machine. |
| 21                                          | Andreas Cornelius      | Atalanta BC (Itálie)               | 16.3.1993              | Archivováno 22. 6. 2018 na Wayback Machine. |
| 23                                          | Pione Sisto            | Celta de Vigo (Španělsko)          | 4.2.1995               | Archivováno 23. 6. 2018 na Wayback Machine. |
| Hlavní trenér                               |                        |                                    |                        |                                             |
| Aage Hareide 23.9.1953                      | Aage Hareide 23.9.1953 | Aage Hareide 23.9.1953             | Aage Hareide 23.9.1953 | Archivováno 23. 6. 2018 na Wayback Machine. |
| Soupiska na FIFA.com                        |                        |                                    |                        |                                             |
| Archivováno 20. 6. 2018 na Wayback Machine. |                        |                                    |                        |                                             |